# Грищук, Оксана Владимировна
Оксана Владимировна Грищук (род. 17 марта 1972 года, Одесса, Украинская ССР, СССР) — советская и российская фигуристка, выступавшая в спортивных танцах на льду в паре с Евгением Платовым. Двукратная олимпийская чемпионка (1994, 1998), четырёхкратная чемпионка мира, трёхкратная чемпионка Европы.

## Биография
Занятия фигурным катанием Оксана Грищук начала в своем родном городе Одессе в возрасте четырёх лет у тренера Валентины Касьяновой. В 1981 Оксана переехала в Москву. Сначала она тренировалась как одиночница у Елены Александровой, а с 1984 года — у Натальи Линичук и Геннадия Карпоносова. С 1985 года Грищук выступала в паре с Александром Чичковым.
Выиграв юниорский чемпионат мира в 1988 году, пара вынуждена была расстаться летом 1989 года из-за травмы партнера. Оксану пригласили в группу Натальи Дубовой, где поставили в пару с Евгением Платовым. Уже в декабре 1989, всего через 3 месяца совместных тренировок, пара Грищук/Платов стала бронзовым призёром чемпионата СССР, а затем выиграла последний чемпионат СССР (1991).
На Олимпийских играх 1992 Оксана и Евгений заняли 4-е место. В этом же году они завоевали бронзовые медали чемпионата Европы, а затем и мира. Осенью 1992 года Оксана вернулась к своим прежним наставникам — Линичук и Карпоносову — вместе с партнером. Спустя год пара выиграла Олимпиаду 1994 в Лиллехаммере. Из-за обострившейся травмы партнера пара пропустила сезон 1994/95, но вернулась на чемпионат мира, завоевав золото. 
В 1996 году у пары Грищук/Платов обострился конфликт с тренером Натальей Линичук, которая, по их словам, все внимание уделяла другим спортсменам своей группы. Позже они начали сотрудничать с Татьяной Тарасовой, вместе с которой готовились к олимпийскому сезону 1997/98. Олимпиада в Нагано сделала Грищук и Платова рекордсменами — они первые в мире стали двукратными олимпийскими чемпионами в танцах на льду (несмотря на то, что Грищук незадолго до этого сломала запястье). Летом 1998 года пара распалась. Грищук получила приглашение о совместной работе от Александра Жулина. Сотрудничество продолжалось в течение года. Снова оставшись одна, Оксана выступала сольно.

## После спорта
В 2001 года Оксана Грищук открыла собственную Академию фигурного катания в США, в которой занимается и менеджментом, и тренерской работой, а также пробует себя как постановщик и хореограф.
В 2006 году приняла участие в ТВ-шоу «Танцы на льду» на телеканале «Россия», где в паре с актером Петром Красиловым заняла первое место. Спустя год приняла участие в шоу «Танцы на льду „Бархатный сезон“» в паре с Петром Дрангой (3-е место).
В 2010 году заявила о готовности выдвинуть свою кандидатуру на выборах президента Федерации фигурного катания России, однако её не утвердили кандидатом.

## Государственные награды
- Орден «За заслуги перед Отечеством» III степени (27 февраля 1998 года) — за выдающиеся достижения в спорте, мужество и героизм, проявленные на XVIII зимних Олимпийских играх 1998 года[4]
- Орден Почёта (22 апреля 1994 года) — за высокие спортивные достижения на XVII зимних Олимпийских играх 1994 года[5]
- Заслуженный мастер спорта России (1994 год).

## Личная жизнь
В 1997 году Грищук взяла имя Паша́ вместо Оксаны. По её словам, причиной было то, что её часто путали со скандально известной фигуристкой Оксаной Баюл.

Оно хорошо сочетается с английским словом passion — страсть. Кроме того, именно так звали мою бабушку— 
Впоследствии вернула имя Оксана.
Проживает в Лагуна-Бич, Калифорния. Воспитывает дочь.

## Программы
(с Е. Платовым)
| Сезон     | Оригинальный танец          | Произвольный танец                                                                                 | Показательный                                                           |
| --------- | --------------------------- | -------------------------------------------------------------------------------------------------- | ----------------------------------------------------------------------- |
| 1997–1998 | Jailhouse Rock Элвис Пресли | Memorial Michael Nyman                                                                             | Frozen Madonna You’ll See Madonna Foxy Lady The Jimi Hendrix Experience |
| 1996–1997 | Libertango Ástor Piazzolla  | The Feeling Begins Peter Gabriel                                                                   | You'll See Madonna                                                      |
| 1995–1996 | España Cañí                 | - Muchachita Perez Prado - Mambo Jambo (a.k.a. Que Rico El Mambo) Perez Prado - Bogota Gil Ventura | I Will Always Love You Уитни Хьюстон                                    |
| 1994–1995 | Girls Girls Girls           | Steppin' Out                                                                                       | Adagio Ремо Джадзотто, Томазо Альбинони                                 |
| 1993–1994 | Historia de um Amor         | Rock Around the Clock                                                                              | Rock Around the Clock (с вокалом)                                       |
| 1992–1993 | Aquarell                    | St. James Infirmary Blues                                                                          | Aquarell Венский вальс                                                  |
| 1991–1992 |                             | - Schön Rosmarin - Liebesleid Фриц Крейслер                                                        |                                                                         |
| 1990–1991 |                             | - Тарантелла - 'O Sole Mio - Funiculì, Funiculà                                                    |                                                                         |
| 1989–1990 | Moliendo Café Хьюго Бланко  | Сиртаки из "Грек Зорба" Микис Теодоракис                                                           |                                                                         |

(с А. Жулиным)
| Сезон     | Программы                                                       |
| --------- | --------------------------------------------------------------- |
| 1998–1999 | Un-Break My Heart Тони Брэкстон - Smooth Operator Sade - Enigma |

## Спортивные достижения
с Е. Платовым за СССР и Россию
| Соревнования/Сезон              | 1989-90 | 1990-91 | 1991-92 | 1992-93 | 1993-94 | 1994-95 | 1995-96 | 1996-97 | 1997-98 |
| ------------------------------- | ------- | ------- | ------- | ------- | ------- | ------- | ------- | ------- | ------- |
| Зимние Олимпиады                |         |         | 4       |         | 1       |         |         |         | 1       |
| Чемпионаты мира                 | 5       | 4       | 3       | 2       | 1       | 1       | 1       | 1       |         |
| Чемпионаты Европы               | 5       | 5       | 3       | 2       | 2       |         | 1       | 1       | 1       |
| Чемпионаты СССР                 | 3       | 2       | 1       |         |         |         |         |         |         |
| Чемпионаты России               |         |         |         | 1       |         |         | 1       |         |         |
| Финалы Гран-при                 |         |         |         |         |         |         | 1       |         | 1       |
| Этапы Гран-при: Trophée Bompard |         |         |         |         |         |         | 1       |         | 1       |
| Этапы Гран-при: Skate America   |         |         |         |         |         |         | 1       |         |         |
| Этапы Гран-При: NHK Trophy      | 2       |         | 2       |         | 1       |         |         |         | 1       |
| Ultimate Four                   |         |         |         |         | 1       |         |         | 1       |         |

с А. Чичковым за СССР
| Соревнование/Сезон              | 1986-87 | 1987-88 | 1988-89 |
| ------------------------------- | ------- | ------- | ------- |
| Чемпионаты мира среди юниоров   | 2       | 1       |         |
| Чемпионаты СССР среди юниоров   |         | 1       |         |
| Этапы Гран-при: Trophée Bompard |         |         | 3       |